# كيفن دي سربا
كيفن دي سربا هو لاعب كرة قدم كندي في مركز الوسط، ولد في 21 مايو 1980 في تورونتو في كندا. شارك مع منتخب كندا تحت 17 سنة لكرة القدم ومنتخب كندا تحت 20 سنة لكرة القدم. أما مع النوادي، فقد لعب مع نادي هاوغسوند.

## وصلات خارجية
- كيفن دي سربا على موقع اتحاد النرويج (النرويجية)